# Брюс Всемогутній
«Брюс Всемогутній» (англ. Bruce Almighty) — американський фантастичний комедійний фільм 2003 р. режисера Тома Шедьяка, сценаристів Стіва Корена, Марка О'Кіфа і Стіва Одекерка. Головні ролі виконували зірки Голлівуду — Джим Керрі, як тележурналіст Брюс Нолан, хто постійно скаржиться Богові (Морган Фрімен), що той не виконує свою роботу правильно, і кому запропоновано шанс спробувати себе в такій ролі протягом одного тижня; Дженніфер Еністон грає дружину Брюса, а Стів Карелл — його суперника Евана Бакстера.
Третій спільний проєкт Шедьяка та Керрі після «Ейс Вентура: Розшук домашніх тварин» (1994) і «Брехун, брехун» (1997).

## Сюжет
Брюс Нолан — кореспондент, відомий своїми кумедними й цікавими сюжетами. За це його й люблять глядачі, але він не стає від цього щасливішим. Брюс із задоволенням зайняв би посаду телеведучого, тоді б він вів щоденні новини в прямому ефірі. Брюс не задоволений практично всім у своєму житті й рідко упускає можливість поскаржитися на долю. У нього є любляча подружка Грейс, що працює в дитячому саду. Своїм життям вона абсолютно задоволена. Вона обожнює Брюса, попри його песимізм. Поки він мріє стати легендою, вона намагається бути щодня корисною світу. Одного разу у Брюса з'являється чудова можливість зробити сюжет, що вийде в прямий ефір. Але прямо перед ефіром Брюсу стає відомо, що посаду, про яку він так мріяв, відтепер буде обіймати його супротивник Еван Бакстер. Одна неприємність слідує за іншою. Брюсу здається, що це найгірший день у його житті — на нього напали хулігани, розбили його машину, на роботі суцільні проблеми. Озлоблений Брюс не припиняє ремствувати на Господа Бога. І от одного разу, ігноруючи всі знаки й застереження, Брюс потрапляє у дивний занедбаний будинок. Тут він зустрічає настільки ж дивного сторожа, котрий виявляється самим Господом. Увесь цей час Бог спостерігав за Брюсом і чув всі його голосіння, тепер пропонує йому Свою роботу. Наділивши Брюса всією своєю владою, Бог має намір випробувати його й подивитися, чи зможе він упоратися із цією роботою. Оговтавшись й переконавшись, що це був не сон, Брюс починає використовувати божественні сили на свій розсуд.

## Ролі
- Джим Керрі — Брюс Нолан
- Морган Фрімен — Бог / жебрак на вулиці
- Дженніфер Еністон — Грейс Коннеллі
- Ліза Енн Волтер — Деббі Коннеллі
- Філіп Бейкер Холл — Джек Бейлор
- Стів Карелл — Еван Бакстер
- Кетрін Белл — Сьюзен Ортега
- Саллі Кіркленд — Аніта Манн
- Нора Данн — Еллі Ломан
- Едді Джемісон — Боббі
- Міка Стівен Вільямс — хлопчик на велосипеді
- Тоні Беннетт — у ролі самого себе
- Карлос Санчес — Хуан Вальдес
- Джон Мерфі — у ролі самого себе
- Мадлен Лавджой — Зої
- Ноель Гульємі — хуліган з мавпочкою

## Саундтрек
Саундтрек випущений 3 червня 2003 р. компанією Varèse Sarabande. Треки 8-13 композивував Джон Дебні, виконував Hollywood Studio Symphony.
Список треків
1. «One of Us» — Джон Озборн
2. «God Shaped Hole» — Plumb
3. «You're a God» — Vertical Horizon
4. «The Power» — Snap!
5. «A Little Less Conversation» — Елвіс Преслі спільно з JXL
6. «The Rockafeller Skank» — Fatboy Slim
7. «God Gave Me Everything» — Мік Джаггер і Ленні Кравіц
8. «AB Positive»
9. «Walking on Water»
10. «Bruce Meets God»
11. «Bruce's Prayer»
12. «Grace's Prayer»
13. «Seventh at Seven»

## Критика
Брюс Всемогутній отримав змішані відгуки від професійних критиків. Фільм має 48 % свіжості на Rotten Tomatoes, ґрунтуючись на 184 відгуках, із середнім рейтингом 5,6/10. Фільм також отримав 46 балів зі 100 на Metacritic, заснованих на 35 критиках, які вказали «змішані або середні відгуки».
Фільм спочатку заборонений в Єгипті через тиск мусульман, які заперечували зображення Бога, як візуально звичайної людини. Заборони в Малайзію і Єгипті були зрештою зняті.

## Продовження
22 червня 2007 р. проєкт отримав автономне продовження/спін-офф — Еван Всемогутній. Стів Карелл отримав роль Евана Бакстера і Морган Фрімен повернувся до своєї ролі Бога, як і в оригіналі. Шедьяк став режисувати продовження, проте Керрі та Еністон не були пов'язані з сиквелом, хоча персонаж Керрі, Брюс, згадувався в трейлері фільму. Продовження отримало гірші результати, ніж попередник, зі свіжістю 23 % на Rotten Tomatoes і 37/100 на Metacritic.
В січні 2011 р. стало відомо про намір компанії «Universal» зняти новий сіквел «Брюса Всемогутнього». Над сіквелом працюють сценаристи Джеррад Пол та Ендрю Моугел.
10 січня 2012 р. оголошено пряме продовження Брюса Всемогутнього з поверненням Керрі до акторського складу до зірки.

## Цікаві факти
- Зйомки картини почалися 6 серпня 2002 року. Вони відбувалися у Лос-Анджелесі, Нью-Йорку та на Ніагарському водоспаді. Завершилися зйомки на початку осені того ж року.
- Сценарій цього фільму було придбано студією Universal у 2000 році за $1 мільйон, неймовірно високу ціну на той час.
- Спочатку на роль Бога було запрошено Роберта де Ніро, але в результаті її виконав Морган Фрімен.
- На зйомках фільму, під час сильного пориву вітру, операторський кран повалився, ледве не підім'явши під себе акторку Дженніфер Еністон, що стояла до нього спиною й нічого не підозрювала. Але її партнер Джим Керрі, помітивши падіння крана, швидко відштовхнув Еністон убік і дійсно врятував її від нещасного випадку. Вражена тим, що сталося, Дженніфер кинулася на шию Керрі й стала гаряче дякувати йому за продовження власного життя, назвавши колегу по знімальному майданчику справжнім героєм.

## Виноски
1. ↑  Phares, Heather. Review: Bruce Almighty: Original Motion Picture Soundtrack. AllMusic. Процитовано 30 серпня 2009.
2. ↑  Новий сіквел «Брюса Всемогутнього» буде з Джимом Керрі?. Архів оригіналу за 21 вересня 2013. Процитовано 10 січня 2012.
3. ↑  Bruce Almighty gets a sequel with Jim Carrey. Архів оригіналу за 24 січня 2012. Процитовано 21 вересня 2015. [Архівовано 2012-01-24 у Wayback Machine.]